# Adela de Champaña

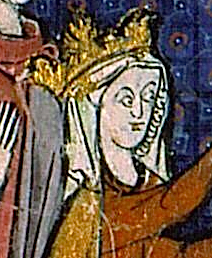
Adela de Champaña.

Adela o Alix o Alice de Champaña (hacia 1140-4 de junio de 1206, Palacio de la Ciudad en París), reina de Francia, era hija de Teobaldo IV el Grande de Blois, conde de Champaña, y de Matilde de Carintia.

## Biografía
Fue la tercera esposa de Luis VII, viudo de Constanza de Castilla; se casó el 13 de noviembre de 1160 en París y fue consagrada el mismo día. 
Fue madre de dos hijos:
- Dieudonné (Don de Dios), el futuro Felipe Augusto,[2] nacido el 21 de agosto de 1165, único heredero varón de Luis VII
- Inés de Francia, emperatriz de Bizancio por su matrimonio con Andrónico I Comneno (1171-1220).[3]

Desempeñó un importante papel en la vida política del reino y ayudó a ascender a sus hermanos, el conde de Champaña, Enrique I el Liberal, el conde de Blois Teobaldo V y el arzobispo de Reims Guillermo de las Blancas Manos, consiguiendo para él el obispado de Chartres.
Casó a sus dos hermanos con las hijas que Luis VII tuvo con Leonor de Aquitania.
Separada del poder por Felipe Augusto en 1180, fue regente del reino en 1190 durante la tercera cruzada. Cuando el rey regresó de ésta, en 1192, la reina Adela se retiró y se involucró en la fundación de diversas abadías.
Murió el 4 de junio de 1206, y fue inhumada en la abadía de Pontigny, cerca de Auxerre.
Fue hermana de Enrique I el Liberal, Teobaldo V de Blois, Margarita de Champaña, Guillermo de las Manos Blancas, Esteban de Sancerre, Inés de Champaña, condesa de Bar y de María de Blois, duquesa de Borgoña.
| Predecesor: Constanza de Castilla | Reina consorte de Francia 1164-1180 | Sucesor: Isabel de Henao |